# Bitwa pod Huaripampą
Bitwa pod Huaripampą – starcie zbrojne, które miało miejsce w roku 1533 podczas hiszpańskiego podboju Peru.
W roku 1531 hiszpański zdobywca Francisco Pizarro wyprawił się w sile kilkuset ludzi na wyprawę morską wzdłuż południowych wybrzeży Ameryki Południowej. Rok później założył on osadę Piura, pierwsze hiszpańskie miasto na terenie dzisiejszego Peru. We wrześniu tego samego roku Pizarro i jego ludzie rozpoczęli wędrówkę w głąb kraju. Po uciążliwej przeprawie przez tropikalną dżunglę Hiszpanie dotarli w końcu na położone kilka tysięcy metrów nad poziomem morza terytorium Inków. Pod Cajamarcą do niewoli dostał się inkaski władca Atahualpa, po czym konkwistadorzy ruszyli na stolicę.
Podczas wędrówki do Cuzco, pokonując wysokogórskie przełęcze, wiszące mosty i ośnieżone zbocza, Francisco Pizarro i jego ludzie (wraz z towarzyszącym im Indianami z Quito) dotarli w pobliże miejscowości Jauja. Z oddziału 65 jeźdźców Pizarro utworzył trzy piętnastoosobowe oddziały dowodzone przez Diego de Almagro, Juana Pizarro oraz Hernando de Soto. Sam do swojej dyspozycji zatrzymał 20 jeźdźców.
Dnia 11 października 1533 roku podczas schodzenia ze zbocza dowódcy trzech oddziałów hiszpańskich natarli na 600-osobowy oddział Indian pod Huaripampą, rozdzielając siły przeciwnika na dwie części. Indianie podjęli próbę ucieczki, zostali jednak dopadnięci przez konnicę hiszpańską. Poległo 570 Indian a tylko garstce udało schronić się w niedostępnych dla jazdy hiszpańskiej górskich odstępach. Po stronie Hiszpanów nie było ofiar. Wykorzystując pogrom przeciwnika sojusznicy indiańscy Hiszpanów wkroczyli do Juaja po czym puścili miasto z dymem.